# Ань-ди (Хань)
Сяоань-ди (кит. трад. 孝安帝), или коротко Ань-ди (кит. трад. 安帝), личное имя Лю Ху (кит. трад. 劉祜, 94 — 30 апреля 125) — шестой император китайской империи Восточная Хань.

## Биография
Лю Ху был сыном Цинхэского Сяо-вана (清河孝王) Лю Цина и его наложницы Цзо Сяоэ. Лю Цин был сыном императора Чжан-ди, и в 79 году был объявлен наследником престола, но в 83 году из-за интриг среди императорского окружения наследником престола стал Лю Чжао (сын Чжан-ди от другой наложницы), а Лю Цин получил княжеский титул и удел в центральной части современной провинции Хэбэй. Тем не менее Лю Цин оставался в хороших отношениях с братом, когда тот в 88 году унаследовал престол — стал его доверенным советником. Наложница Цзо Сяоэ умерла ещё при жизни императора Хэ-ди, и поэтому Лю Ху воспитывался женой Лю Цина — супругой Гэн.
Когда в начале 106 года умер император Хэ-ди, то встала проблема наследования. У него было два малолетних сына, но они очень сильно болели, и вдова императора Дэн Суй решила сделать императором не более старшего Лю Шэна (который, казалось, долго не проживёт), а Лю Луна, которому было всего сто дней от роду. Братьям покойного императора было велено вернуться в свои уделы, однако Лю Ху и его мачехе Гэн было приказано на всякий случай остаться в столице.
Лю Лун пробыл на троне всего 9 месяцев, и тоже умер. К тому времени стало ясно, что Лю Шэн не так сильно болеет, как казалось раньше, но вдовствующая императрица опасалась, что он в будущем будет мстить за то, что младший брат был сделан императором до него, и настояла на коронации в качестве нового императора двенадцатилетнего Лю Ху.
Вдовствующая императрица Дэн Суй осталась регентом, а Лю Цин и его супруга Гэн (отосланная к мужу в его удел) не оказывали никакого влияния на политику. Дэн Суй оказалась хорошим управленцем, и хотя при ней случались природные катаклизмы и набеги цянов и хунну, ей удавалось справляться с последствиями. Тем временем вокруг императора возникла клика — евнухи Цзян Цзин и Ли Жунь, кормилица Ван Шэн, фаворитка Янь Цзи (в 115 году ставшая императрицей) — члены которой, понимая, что вся власть находится в руках вдовствующей императрицы, рассчитывали, что она всё-таки не вечна. Вдовствующая императрица, узнав об их планах, была оскорблена, также её разочаровало, что Лю Ху пренебрегал учёбой и предпочитал выпивку и женщин; она даже подумывала о том, чтобы заменить Лю Ху на императорском троне на его двоюродного брата Лю И, потом решила этого не делать. В 115 году у Лю Ху от супруги Ли родился сын Лю Бао, которого он в 120 году объявил наследником престола.
В 121 году вдовствующая императрица скончалась, и 27-летний император наконец обрёл реальную власть над имперской администрацией. Он посмертно присвоил своему отцу Лю Цину титул «император Сяодэ», матери — титул «императрицы Сяодэ», а мачехе Гэн — уникальный титул «Ганьлинская великая супруга» (Ганьлин — место захоронения Лю Цина), который был ниже титула его родной матери, хотя мачеха была официальной супругой отца, а его мать — лишь наложницей. Тем не менее он оставался в хороших отношениях с мачехой и её братом Гэн Бао, и дядя быстро стал важной фигурой в имперской администрации.
Поначалу император продолжал политику покойной вдовствующей императрицы, сохранив членов её клана на важных постах советников, однако его собственный ближний круг был готов к действию. В конце 121 года члены клана Дэн были лишены постов и владений, и многие из них покончили жизнь самоубийством. Позднее часть из них была возвращена ко двору, но от клана к тому времени мало что осталось.
Место Дэнов занял клан Сун, к которому принадлежала бабушка императора, но ещё большую власть приобрёл клан императрицы — в частности, её братья Янь Сянь, Янь Цзин и Янь Яо. Также большое влияние получили евнухи Цзян Цзин и Ли Жунь, которые получили титулы «хоу». Среди евнухов, Ван Шэн и её дочери Бо Жун процветала коррупция, но император игнорировал любую критику в их адрес. Император предпочитал прислушиваться к людям из своего ближнего круга, и игнорировал советы ключевых чиновников.
В 121 году вновь начались восстания цянов и сяньби, продолжавшиеся всё правление Ань-ди. Единственной спокойной границей оставалась северо-западная — Бань Юн (сын Бань Чао) смог восстановить китайский контроль над частью Западного края.
В 124 году Ван Шэн, Цзян Цзин и ещё один евнух Фань Фэн ложно обвинили кормилицу наследника престола Ван Нань и повара Бин Цзи, и те были казнены. Наследник Лю Бао был сильно опечален этим, и поэтому Цзян Цзин и Фань Фэн, опасаясь репрессий в будущем, вошли в сговор с императрицей Янь Цзи (также ненавидевшей Лю Бао, ибо он не был её родным сыном), и обвинили наследника и его слуг в преступлениях. Император поверил им, и понизил Лю Бао до Цзииньского князя.
В 125 году император, будучи в поездке в Ваньчэн (в Наньяне), неожиданно заболел и умер. Не желая восхождения на престол Лю Бао, Янь Цзи возвела на трон двоюродного брата покойного императора Лю И. Тот, однако, умер в этом же году, после чего группа евнухов устроила государственный переворот, вырезала клан Янь (за исключением Янь Цзи) и всё-таки возвела на престол Лю Бао.